# Gmina Dobrzyń nad Wisłą
Die Gmina Dobrzyń nad Wisłą ist eine Stadt-und-Land-Gemeinde im Powiat Lipnowski der Woiwodschaft Kujawien-Pommern in Polen. Ihr Sitz ist die gleichnamige Stadt (deutsch Dobrin) mit etwa 2200 Einwohnern.

## Geographie

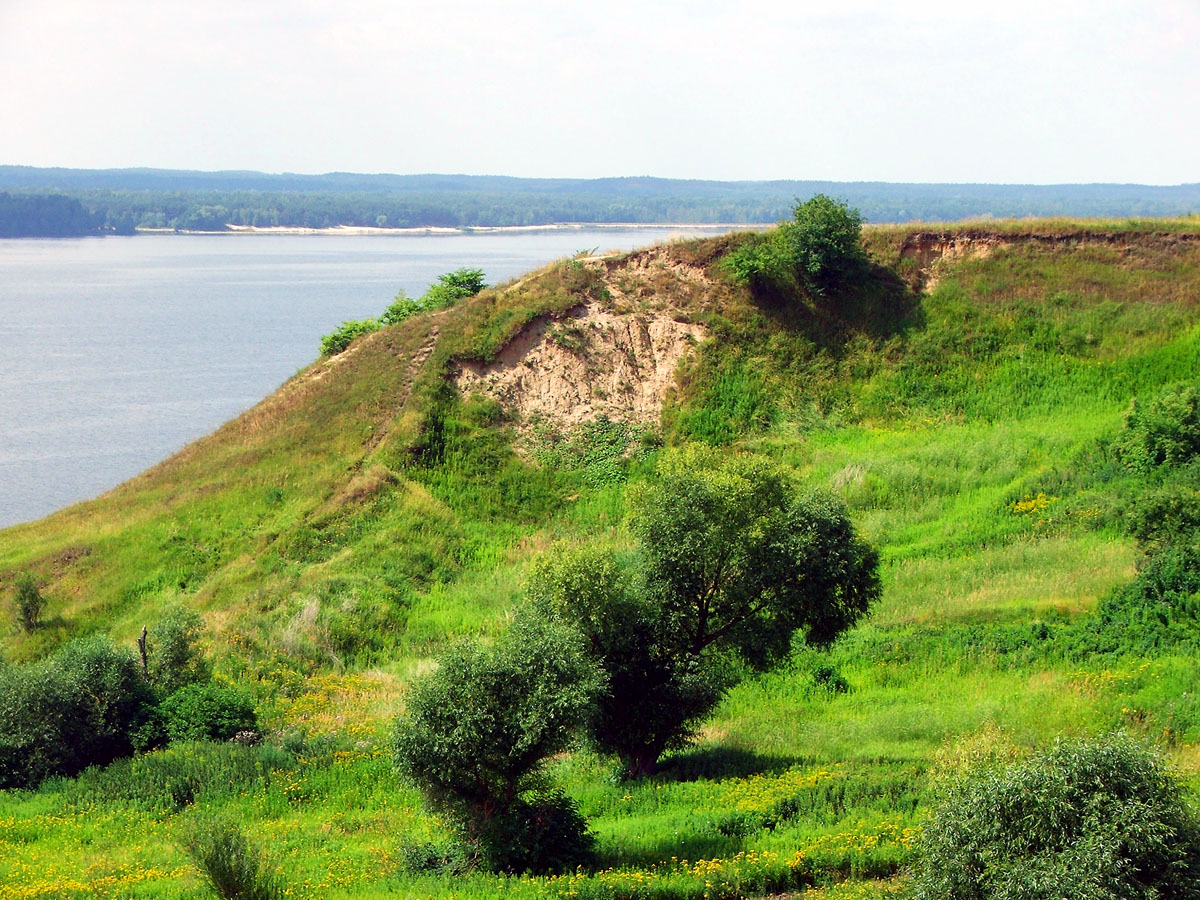
Landschaft am Stausee

Die Gemeinde liegt in Kujawien am Jezioro Włocławskie, der die Südgrenze der Gemeinde bildet. Die aufgestaute Weichsel bildet den größten Stausee des Landes. Die Gemeinde grenzt im Westen an die Stadt (Leslau) und die Landgemeinde Włocławek.

## Geschichte
Die Gemeinde besteht seit 1973. Sie gehörte von 1975 bis 1998 zur Woiwodschaft Włocławek.

## Gliederung
Die Stadt-und-Land-Gemeinde Dobrzyń nad Wisłą besteht aus der Stadt selbst und 24 Dörfern mit Schulzenämtern:
| polnischer Name   | deutscher Name (1942–1945)               |
| ----------------- | ---------------------------------------- |
| Bachorzewo        | Bachen                                   |
| Chalin            | Hallingen                                |
| Chalin-Kolonia    |                                          |
| Dobrzyń nad Wisłą | 1939–1945 Dobrin a. d. Weichsel          |
| Dyblin            | Dübeln                                   |
| Glewo             | Glewe                                    |
| Główczyn          | Glauenfeld                               |
| Grochowalsk       | Gröchenwald                              |
| Kamienica         | Doberstein                               |
| Kisielewo         | Kieselhof                                |
| Kochoń            | Kochen                                   |
| Krępa             | 1939–1942 Krempa 1942–1945 Grempen       |
| Krojczyn          | Kreutzen                                 |
| Lenie Wielkie     | 1939–1942 Groß Lenie 1942–1945 Großlenge |
| Michałkowo        | Michelsbach                              |
| Mokówko           | Mockerhof                                |
| Mokowo            | Mockau                                   |
| Płomiany          | Plomen                                   |
| Ruszkowo          | Rüschbruch                               |
| Strachoń          | Strachen                                 |
| Stróżewo          | Straußen                                 |
| Szpiegowo         | Spähern                                  |
| Tulibowo          | Tulpenfeld                               |
| Wierznica         | Wernsfeld                                |
| Zbyszewo          | Beschen                                  |